# بهاركار (زاز الشرقي)
بهارکار (بالفارسية: بهارکار) هي منطقة سكنية تقع في إيران في قسم زاز الشرقي الریفي. يقدر عدد سكانها بـ 21 نسمة بحسب إحصاء 2016.